# Václav I. Zátorský
Václav I. Osvětimsko-Zátorský (1415/18–1465) byl kníže osvětimský, tošecký a zátorský pocházející z dynastie slezských Piastovců.
Byl synem osvětimského knížete Kazimíra. Po jeho smrti někdy roku 1433/34 vládl v Osvětimském knížectví spolu s bratry, než v roce 1445 získal vlastní úděl – Zátorské knížectví.